# Bugula crosslandi
Bugula crosslandi är en mossdjursart som beskrevs av Roxanne Irene Hastings 1939. Bugula crosslandi ingår i släktet Bugula och familjen Bugulidae. Inga underarter finns listade i Catalogue of Life.